# Žralok dlouhoploutvý
Žralok dlouhoploutvý (Carcharhinus longimanus) je velký pelagický druh žraloka z čeledi modrounovitých, vyskytující se v mořích a oceánech subtropického a tropického pásu. Upřednostňuje hluboké vody, ale občas navštěvuje i vody pobřežní. Je snadno rozpoznatelný podle dlouhých prsních ploutví s bílými skvrnami. Studie Mezinárodního svazu ochrany přírody (IUCN) ukazuje, že jeho populace stále klesá a koncem roku 2018 byl druh vyhodnocen jako kriticky ohrožený.
Žralok dlouhoploutvý je relativně agresivní a je považován za jeden z nejnebezpečnějších druhů žraloka pro člověka. Je hrozbou pro přeživší trosečníky lodních či leteckých neštěstí, mimo jiné se mu připisuje smrt mnoha trosečníků lodi Nova Scotia, která se potopila ve vodách Natalu za druhé světové války.

## Klasifikace
Žralok dlouhoploutvý byl poprvé popsán v letech 1822–1825 francouzským přírodovědcem René Primevèrem Lessonem, který se společně s mořeplavcem Louisem Isidorem Duperreym plavil na korvetě Coquille. Lesson popsal dva exempláře tohoto druhu získané v souostroví Tuamotu ve Francouzské Polynésii. Žraloka nazval Squalus maou po polynéském výrazu pro žraloka. Lessonův popis a pojmenování však bylo zapomenuto.
Další vědecké pojmenování tohoto druhu Longimanus squalus pochází z roku 1861 a zavedl je kubánský zoolog Felipe Poey. Přívlastek longimanus odkazuje na nápadnou velikost prsní ploutve a latinsky znamená „dlouhoruký“.

## Výskyt a rozšíření
Žralok dlouhoploutvý se zpravidla vyskytuje v hlubokých, otevřených vodách s teplotou vyšší než 18 °C. Preferuje vody s teplotou mezi 20–28 °C a má tendenci se stahovat z oblastí, kde teplota moře klesne níže. Dříve byl tento druh žraloka hojně rozšířený, nicméně studie IUCN z roku 2019 ukazuje, že početnost drasticky poklesla. Celková populace poklesla o 98 %, přičemž za posledních cca 60 let to bylo více než 80 %.
Za normálních okolností se s těmito žraloky lze setkat mezi 45° severní šířky a 43° jižní šířky. V roce 2004 byl objeven mrtvý jedinec na západním pobřeží Švédska, tedy za severní hranicí oblasti svého výskytu.
Žralok dlouhoploutvý tráví většinu času v horních vrstvách oceánu do hloubky maximálně 150 metrů a dává přednost otevřenému moři. Podle statistických údajů roste počet těchto žraloků se vzdáleností od pobřeží. Občas se vyskytnou i u pobřeží na mělčinách s hloubkou okolo 40 metrů, a to zejména v blízkosti oceánských ostrovů jako je Havaj nebo v oblastech, kde je kontinentální šelf úzký a hluboký oceán není daleko. Žralok dlouhoploutvý je samotářský, ačkoliv byl pozorován i v hejnech, pokud byl poblíž bohatší zdroj potravy. Oproti většině druhů žraloků nemá pevný denní cyklus, je aktivní ve dne i v noci. Plave pomalu, s prsními ploutvemi široce roztaženými. Mohou jej doprovázet lodivod mořský, koryféna velká či některé další symbiotické druhy z čeledi štítovcovitých.

## Anatomie a vzhled

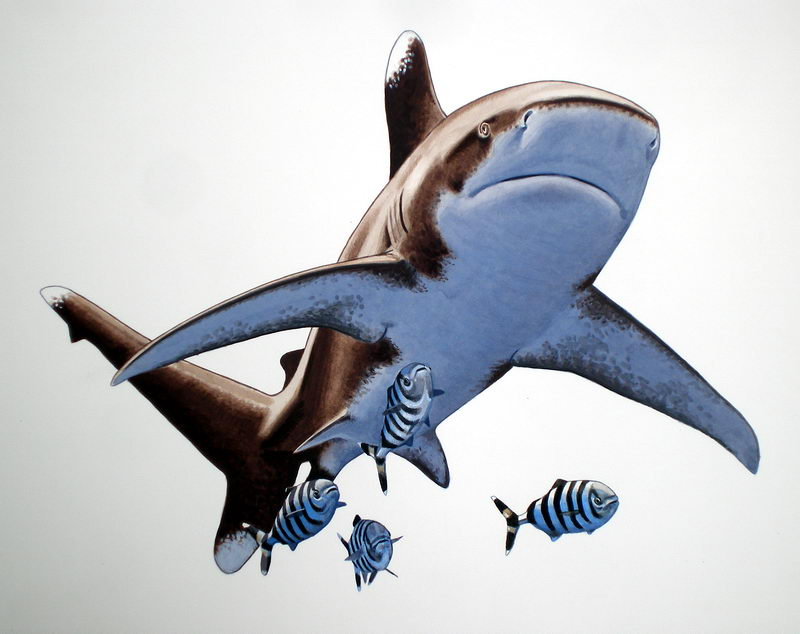
Nákres žraloka dlouhoploutvého

Nejvýraznějším rozlišovacím znakem tohoto druhu žraloka jsou jeho dlouhé, nápadně zaoblené křídelnaté prsní a hřbetní ploutve, výrazně větší než u ostatních druhů žraloků. Tlama je zaoblená a oči kulaté s ochrannou blánou.
Žralok dlouhoploutvý má typické, i když poněkud zploštělé tělo žraloků z čeledi modrounovitých. Jeho kůže je bronzová, hnědá nebo namodrale šedá (barva se liší podle regionu) a bílá na břiše (může mít i žlutý nádech). Maximální velikost je 4 metry, ačkoliv obvykle nepřesahuje 3 metry. Jako maximální hmotnost je hlášeno 170 kg. Samice jsou obvykle větší než samec, dosahují v průměru 1,9 metru, samci 1,8 metru. Většina ploutví má bílé špičky (mladým exemplářům a některým dospělým mohou chybět). V jiných případech mohou mít mladí jedinci tyto skvrny černé.
V dolní čelisti má tento druh tenké zoubkované zuby, které jsou relativně malé a trojúhelníkovité. Na každé straně čelisti jich je mezi 13–15. Zuby v horní čelisti jsou také trojúhelníkovité, ale mnohem větší a širší. Na každé straně čelisti jich je 14–15.

## Potrava
Hlavní potravou žraloka dlouhoploutvého jsou pelagické druhy hlavonožců a kostnaté ryby. Neomezuje se však pouze na ně a požírá i smuhovcovité, rejnoky, mořské želvy, ptáky, plže, korýše i mršiny. Z kostnatých ryb jsou jeho potravou hlavně plachetníci, marlíni, tuňáci, makrely aj.
Loví tak, že napadá hejna ryb nebo proplouvá hejny mladých tuňáků s otevřenými ústy. Při společném krmení s jinými druhy žraloků se stává agresivním. Spisovatel Peter Benchley, autor románu Čelisti, podle kterého byl natočen známý stejnojmenný film, pozoroval tento druh žraloka, jak plave v blízkosti kulohlavce černého a požírá jeho exkrementy.

## Chování

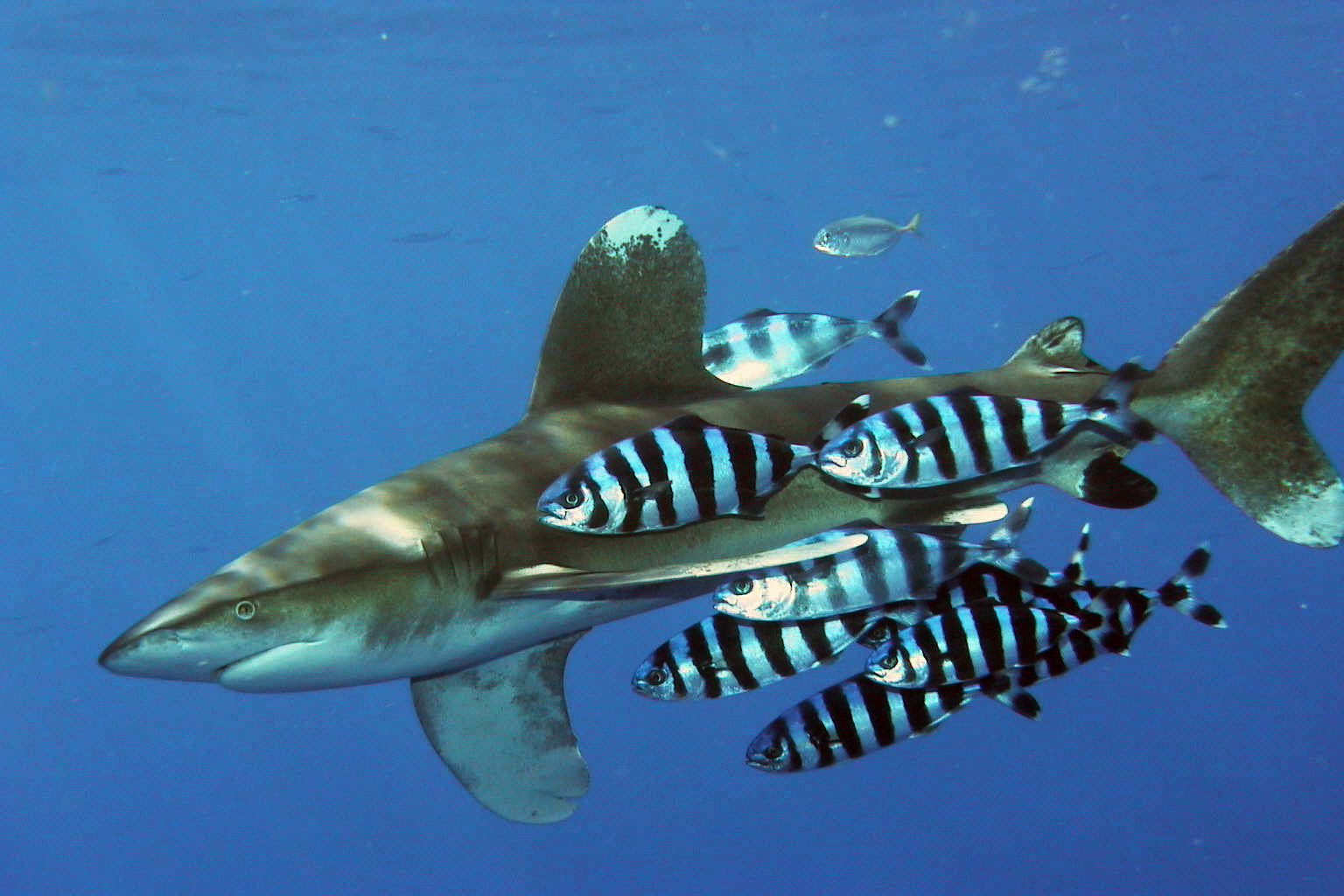
Žralok dlouhoploutvý v Rudém moři, doprovázený skupinou lodivodů

Žralok dlouhoploutvý plave většinou osaměle a pomalu a inklinuje k pobytu v horní části vodního sloupce, kde křižuje obrovské rozlohy oceánů a hledá potravu. Do 16. století nazývali námořníci tento druh žraloků mořskými psy kvůli tomu, že žraloci dlouhoploutví opatrně, ale vytrvale sledovali zaoceánské lodě v očekávání potravy. Pokud byli odehnáni, vzdálili se do bezpečné vzdálenosti, ale rychle se vrátili zpět, pokud něco zaujalo jejich pozornost. Žralok dlouhoploutvý není rychlý plavec, je ale schopen překvapujícího zrychlení například ve chvílích, kdy bojuje s jinými druhy žraloků o potravu. Často se o ni přetahuje se žraloky hedvábnými.
Do hejn s ostatními žraloky stejného druhu se shlukuje v případech, kdy se v dosahu objeví větší zdroj potravy. Někdy pak může nastat alimentární frenezie, „krvežíznivé šílenství“. Žralok dlouhoploutvý je oportunní dravec, který raději okamžitě zaútočí i přes možné ohrožení, než aby si počkal na budoucí snazší kořist.
Nezdá se, že by se projevy žraloků dlouhoploutvých lišily podle pohlaví či velikosti. Samci i samice pronásledují hejna tuňáků či skupiny kytovců (hlavně delfínů a kulohlavců) a útočí na kořist. Jejich po tisíciletí navyklé trasy sloužily rybářským lodím jako vodítko k hejnům ryb. Při lovu velryb v teplých vodách je tento druh žraloka zodpovědný za většinu škod na plovoucích ulovených kytovcích.

## Rozmnožování
V severozápadním Atlantiku a jihozápadním Indickém oceánu bylo prokázáno páření na začátku léta, ale v Tichém oceánu byly spatřeny samice s embryi celoročně, což naznačuje dobu páření delší. Žralok dlouhoploutvý je živorodý; embrya se vyvíjejí v děloze a jsou krmena z placentárního vaku. Březost trvá jeden rok. Velikost vrhu kolísá od jednoho do 15 mláďat dlouhých cca 0,6 metru. Pohlavní dospělosti dosahují samci při velikosti 1,75 metru, samice při velikosti 2 metry.

## Interakce s lidmi

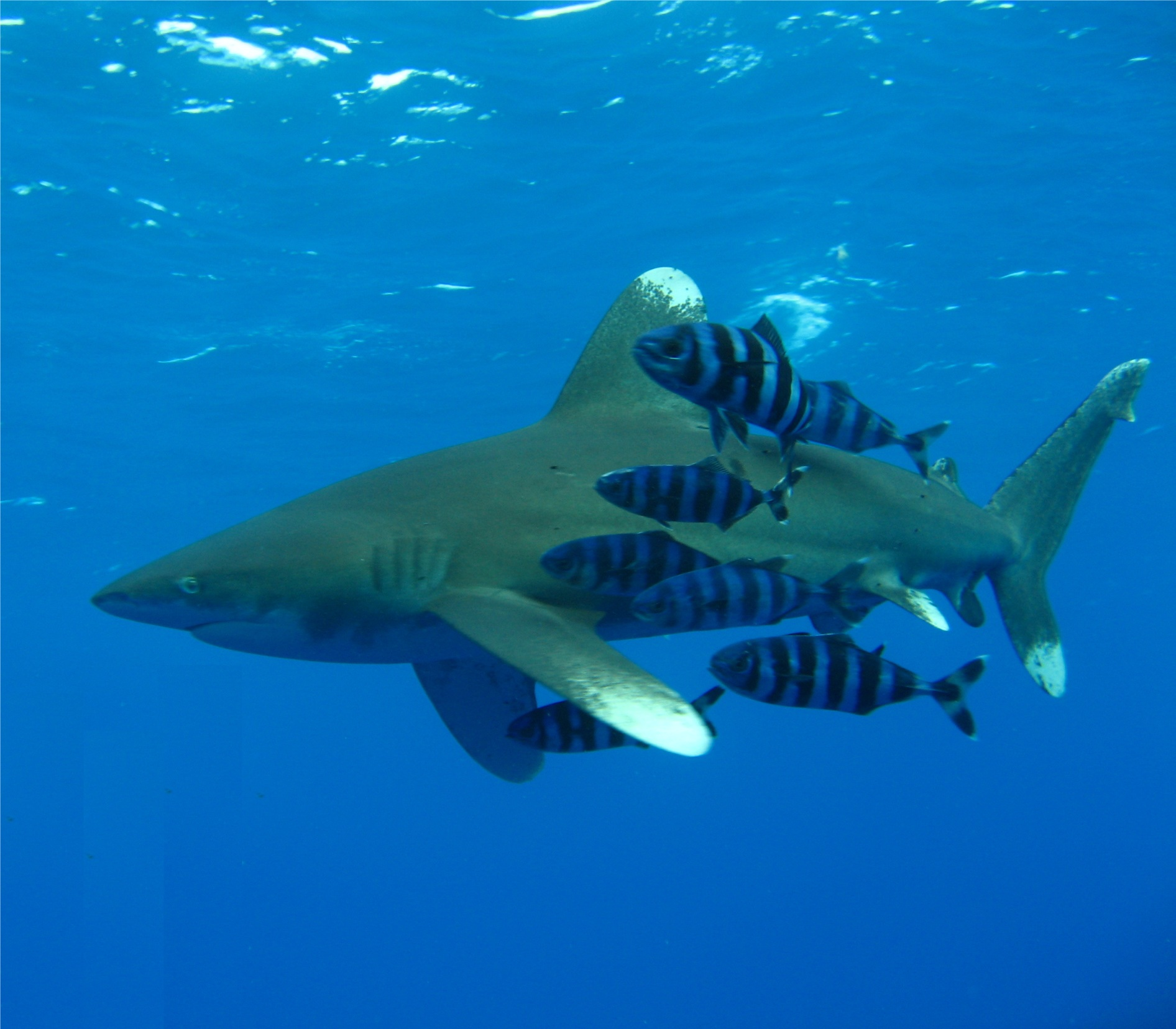
Žralok dlouhoploutvý s malou skupinou lodivodů

Z hlediska rybolovu je žralok dlouhoploutvý komerčně významný druh kvůli ploutvím, masu a oleji. Maso lze konzumovat čerstvé, uzené, sušené a solené a v kožedělném průmyslu se zpracovává i kůže. Žralok dlouhoploutvý se loví celosvětově, mnohdy však spíše jako trofej a vedlejší úlovek na návnadu, určenou pro jiné druhy ryb.
Známý oceánograf a badatel Jacques-Yves Cousteau popsal tento druh jako „nejnebezpečnější ze všech žraloků“. Přes větší proslulost velkého bílého žraloka a dalších žraloků žijících blíž u pobřeží je žralok dlouhoploutvý pravděpodobně zodpovědný za nejvíce smrtelných útoků, a to v důsledku predace přeživších z vraků nebo havarovaných letadel především během válečných let. Tyto nezdokumentované případy však nejsou zahrnuty do oficiálních statistik útoků na lidi ve 20. a 21. století, proto žralok dlouhoploutvý nefiguruje na prvním místě vedených statistik.
Z největších incidentů lze jmenovat potopení amerického křižníku USS Indianapolis za druhé světové války 30. července 1945. Tehdy zemřelo 600–800 lidí, nemalá část po útocích žraloků dlouhoploutvých. Další z velkých válečných katastrof bylo potopení parníku Nova Scotia německou ponorkou poblíž Natalu. Z přibližně 1000 cestujících na palubě přežilo pouhých 192 lidí. Mnoho úmrtí se připisuje žralokům dlouhoploutvým.
Žralok dlouhoploutvý představuje mnohem větší nebezpečí pro člověka na otevřeném moři než pro koupající se u pobřeží či sportovní potápěče. Přesto došlo v prosinci 2010 k pěti útokům žraloků (nejméně v jednom případě měl útočit právě žralok dlouhoploutvý) na čtyři plavce u egyptských břehů v letovisku Šarm aš-Šajch. Jeden z útoků byl fatální, zemřela při něm německá turistka. V této lokalitě klesá korálový útes prudce do hloubky již blízko u břehu, což zvyšuje pravděpodobnost výskytu žraloka dlouhoploutvého.
Přestože žralok dlouhoploutvý je oportunistický a agresivní druh a může na člověka cíleně zaútočit jako na kořist, potápěči se s ním někdy odváží plavat. Doporučují se obecné zásady bezpečnosti; neharpunovat v jeho přítomnosti ryby, a pokud se žralok přiblíží příliš blízko nebo začne být zvědavý, raději okamžitě opustit vodu.

## Status ohrožení
Ještě v roce 1969 bylo o žraloku dlouhoploutvém napsáno: „Je neobyčejně hojný, možná nejhojnější zvíře větší než 45 kg na tváři Země.“ Podle populační studie z roku 2003 poklesl jeho výskyt v severozápadním a západním Atlantiku mezi roky 1992–2000 o 70 %. Další studie, zaměřená na Mexický záliv, porovnávala údaje z poloviny 50. let a konce 90. let 20. století. Podle ní poklesl výskyt tohoto druhu žraloka v porovnávaném období dokonce o 99,3 %. (Změny v metodě sběru dat i v oblasti komerčního rybolovu ovšem zhoršily srovnatelnost dat.) V důsledku toho byl žralok dlouhoploutvý na Červeném seznamu IUCN přesunut z hodnocení nízké riziko (lower risk - starší hodnotící kategorie) v roce 2000, přes zranitelný v letech 2006 a 2015, do kategorie kriticky ohrožený.